# Saint-Melaine-sur-Aubance

Saint-Melaine-sur-Aubance este o comună în departamentul Maine-et-Loire, Franța. În 2009 avea o populație de 2,128 de locuitori.